# مطهرسفلی
روستای مطهر به دو روستای بالا محله (علیا) و پایین محله ( سفلی ) تقسیم می‌شود.
مطهر، روستایی از توابع بخش دابودشت شهرستان آمل در استان مازندران ایران است.

## جمعیت
این روستا در دهستان دابوی جنوبی قرار دارد و براساس سرشماری مرکز آمار ایران در سال ۱۳۸۵، جمعیت آن ۳۲۴ نفر (۹۱خانوار) بوده‌است.